# 武安
武安（ぶあん）は、ベトナム莫朝の景宗莫全が使用した元号。1592年（後黎朝光興15年11月 - 16年正月）。

## 西暦との対照表
| 武安 | 元年     | 2年      |
| 西暦 | 1592年   | 1593年   |
| 干支 | 壬辰     | 癸巳     |
| 黎朝 | 光興15年 | 光興16年 |
| 明   | 万暦20年 | 万暦21年 |